# Love Advanced Customization
Love Advanced Customization (chino= 爱情高级定制, pinyin= Ai qing gao ji ding zhi), es una serie web china transmitida del 18 de mayo de 2020 hasta el 16 de junio del 2020 a través de Hunan TV.

## Sinopsis[3]
La serie sigue a Zhou Fang, una obstinada diseñadora de modas y a Song Lin, el obstinado jefe de una empresa de comercio electrónico.
Ambos se conocen debido a una demanda comercial, sin embargo pronto se ven obligados a cooperar entre ellos debido a los lazos entre la vida y el trabajo. Pronto ambos comienzan a chocar entre ellos, sin embargo a medida que trabajan juntos, su relación comienza a fortalecerse y gradualmente comienzan a enamorarse.

## Reparto

### Personajes principales
| Actor            | Personaje | Nº de episodios | Notas |
| ---------------- | --------- | --------------- | --- |
| Dilraba Dilmurat | Zhou Fang | 45              | Es la diseñadora de modas y fundadora de la marca de ropa "TKY Shop". Es tía de Shen Di y mejor amiga de Qin Qing. Es la creadora de su marca y propietaria de su compañía de indumentaria, una mujer capaz, directa, autosuficiente, independiente y con una personalidad fuerte. El día de su boda descubre que su prometido la está engañando, por lo que termina la relación. Ese mismo día conmoce a Song Lin y aunque al inicio pelean y no acepta que se siente atraída por él, finalmente se enamoran. |
| Huang Jingyu     | Song Lin  | 45              | Es el presidente de la compañía "April", una agencia de ropa y el hermano mayor de Song Luo. Fue criado por su abuela y ha llegado a donde está a base del trabajo duro, y pronto se convierte en el presidente de la compañía de comercio electrónico. Cuando conoce a Zhou Fang, una joven con una personalidad fuerte, el día en que ella descubre que su prometido la estaba engañando durante su boda, rápidamente se siente atraído por ella.                                                            |
| Yi Daqian        | Zuo Yulin | -               | Es el director de inversiones de "April", así como el mejor amigo de Song Lin y el novio de Qin Qing. Es un joven inteligente y meticuloso en su trabajo y tiene la confianza y la energía de una persona que recién comienza su carrera. Yulin entiende que debe de pasar por aprendizajes y crecimientos para poder proteger a las personas que ama. |
| Zhang Xinyu      | Qin Qing  | -               | Es una diseñadora de joyas personalizadas, así como la mejor amiga de Zhou Fang y novia de Zuo Yulin. Tiene una personalidad audaz y defiende a Zhou Fang de aquellos que quieren lastimarla. Cree que el amor se pierde después de la luna de miel y no es hasta que experimenta una pérdida, que se da cuenta de lo que quiere. |
| Hu Bing          | Su Yushan | -               | Es el presidente de la primera empresa de comercio electrónico en la industria de la confección, así como el rival comercial de Song Lin. Aunque parece ser un hombre seguro que siempre está sonriendo, en realidad tiene su guardia alta. |

### Personajes secundarios
| Actor                   | Personaje    | Nº de episodios | Notas |
| ----------------------- | ------------ | --------------- | --- |
| Zheng Shuijing (郑水晶) | Song Luo     | -               | Es la rebelde hermana de Song Lin. Aunque al inicio no se lleva bien con Shen Di, poco a poco se hacen amigos. Cuando conoce a Zhou Fang, pronto se hace su amiga y confía en ella.                            |
| Wang Yiming (王一鸣)    | Shen Di      | -               | Es el sobrino de Zhou Fang, cuando conoce a Song Luo al principio chocan, sin embargo pronto se hacen amigos y ayudan a Song Li a acercarse a Zhou Fang.                                                       |
| Wang Ruixin (王瑞欣)    | You You      | -               | Es una empleada de "TKY Shop" y subordinada de Zhou Fang. |
| Zhou Yidan (周忆丹)     | Tang Jie     | -               | Es una empleada de "TKY Shop" y subordinada de Zhou Fang. |
| Bai Zhijie (柏智杰)     | Shao Kai     | -               | Es un empleado de "TKY Shop" y subordinado de Zhou Fang. |
| Guo Haojun (郭昊钓)     | Fu Chunlai   | -               | Es un empleado de "TKY Shop" y subordinado de Zhou Fang. |
| Cai Guangtai (蔡光泰)   | Chen Chen    | -               | Es un empleado de "April Company" y subordinado de Song Lin. |
| Shi An (是安)           | Wang He      | -               | Es un empleado de "April Company", así como el mejor amigo y subordinado de Song Lin. Está enamorado de Lu Na.                                                                                                 |
| Wang Quanyou (王全有)   | Zhou Younian | -               | Es el padre de Zhou Fang. |
| Zhu Yin (朱茵)          | Li Ruhui     | -               | Es la madre de Zhou Fang, al inicio no está de acuerdo con la relación de su hija con Song Lin, ya que Ruhui malinterpreta varias situaciones.                                                                 |
| Li Xinze (李欣泽)       | Wang Zeyang  | -               | Es el prometido de Zhou Fang, a quien engaña con Shen Peipei. Zhou Fang descubre la verdad el día de su boda y rompe con él. Aunque se arrepiente de sus acciones e intenta recuperarla, Zhou Fang lo rechaza. |

### Otros personajes
| Actor                 | Personaje    | Nº de episodios | Notas |
| --------------------- | ------------ | --------------- | --- |
| Cao Yuchen (曹煜辰)   | Huo Chendong | -               | Es el gerente de un banco, así como un antiguo compañero de clases de Zhou Fang y Qin Qing. Está enamorado de Zhou Fang, sin embargo ella sólo lo ve como a un amigo. |
| Zhang Doudou (张逗逗) | Lu Na        | -               | Es una vengativa y famosa celebridad que admira y trabaja con Song Lin. Está enamorada de él y cree tener una relación con él, sin embargo Song Luo no está interesado en ella y sólo la ve como una socia, debido a esto odia y siente celos por Zhou Fang. Es amiga de Wang He, quien está enamorado de ella, sin embargo ella no está interesada. Utiliza a Song Luo, para acercarse a su hermano. Más tarde cuando se da cuenta de que Song Lin nunca le va a hacer caso, decide irse. |
| Zheng Weili (郑卫莉)  | Tian Lijuan  | -               | Es la madre de Zuo Yulin. |
| Zhao Xin (赵昕)       | Shen Peipei  | -               | Es una presentadora de televisión, con quien Wang Zeyang engaña a Zhou Fang. |
| Li Youwei (李佑伟)    | Mr. Shen     | -               | Es un abogado y uno de los mejores amigos de Song Lin. Está enamorado de Qin Qing. |
| Bai Renzhuo (白韧卓)  | Mrs. Su      | -               | Es el asistente de Su Yushan. |
| Wu Mian (吴冕)        | Cheng Muzhen | -               | Es la mentora y compañera de trabajo de Song Lin. |
| Wang Jiaqi (王嘉绮)   | Quan Ye      | -               | Es la compañera de trabajo de Zhou Fang. |
| Lin Yuan (林源)       | Lin Xi       | -               | Es una agente que actúa como corredora entre un comprador y un vendedor, que tiene contacto laboral con la compañía "April". Es la ex-novia de Lin Yun. Cuando conoce a Song Lin, al inicio siente admiración por él, sin embargo poco después comienza a enamorarse de él, sin embargo Song Lin no está interesado y le deja en claro que a la única que ama es a Zhou Fang. |
| Guo Tongtong (郭彤彤) | -            | -               | Es la manager de Lu Na. |
| Cao Yinuo (曹祎诺)    | -            | -               | Es la asistente de Lu Na. |
| Yang Jie (杨杰)       | Xiao Fei     | -               | Es un hombre, en cuya compañía Song Lin invierte. |

## Episodios
La serie está conformada por 45 episodios, los cuales fueron emitidos (2 episodios) de lunes a jueves de 20:00 a 22:00, los viernes y sábados (1 episodio) de 19:30 a 20:20 y los domingos (2 episodios) de 19:30 a 22:00.

### Raitings
Los números en color rojo indican las calificaciones más bajas, mientras que los números en azul indican las calificaciones más altas.
| Fecha de emisión    | Ratings (%) | Participación promedio de audiencia | Rango |
| ------------------- | ----------- | ----------------------------------- | ----- |
| 19 de mayo de 2020  | 2.495       | 9.59                                | 1     |
| 20 de mayo de 2020  | 2.496       | 9.75                                | 1     |
| 21 de mayo de 2020  | 2.42        | 9.17                                | 1     |
| 22 de mayo de 2020  | 2.312       | 7.95                                | 1     |
| 23 de mayo de 2020  | 2.019       | 7.26                                | 1     |
| 24 de mayo de 2020  | 2.243       | 8.68                                | 1     |
| 25 de mayo de 2020  | 2.389       | 8.39                                | 1     |
| 26 de mayo de 2020  | 2.565       | 9.94                                | 1     |
| 27 de mayo de 2020  | 2.395       | 9.5                                 | 1     |
| 28 de mayo de 2020  | 2.34        | 8.94                                | 1     |
| 29 de mayo de 2020  | 2.23        | 7.97                                | 1     |
| 30 de mayo de 2020  | 1.995       | 7.1                                 | 1     |
| 1 de junio de 2020  | 2.362       | 8.73                                | 1     |
| 2 de junio de 2020  | 2.432       | 9.32                                | 1     |
| 3 de junio de 2020  | 2.195       | 8.42                                | 1     |
| 4 de junio de 2020  | 2.239       | 8.5                                 | 1     |
| 5 de junio de 2020  | 1.413       | 5.09                                | 4     |
| 6 de junio de 2020  | 1.079       | 3.97                                | 6     |
| 8 de junio de 2020  | 1.991       | 7.51                                | 2     |
| 9 de junio de 2020  | 2.146       | 8.17                                | 1     |
| 10 de junio de 2020 | 2.16        | 8.36                                | 1     |
| 11 de junio de 2020 | 2.109       | 8.28                                | 1     |
| 12 de junio de 2020 | 2.533       | 9.76                                | 1     |
| 13 de junio de 2020 | 1.857       | 7.17                                | 1     |
| 14 de junio de 2020 | 2.072       | 8.03                                | 1     |
| 15 de junio de 2020 | 1.982       | 7.68                                | 1     |
| 16 de junio de 2020 | 1.879       | 7.22                                | 1     |
| 18 de junio de 2020 | 1.945       | 7.91                                | 1     |
| 19 de junio de 2020 | 2.229       | 8.81                                | 1     |
| 20 de junio de 2020 | 0.492       | 1.9                                 | 8     |
| 21 de junio de 2020 | 1.989       | 7.16                                | 2     |

## Premios y nominaciones
| Año  | Categoría         | Premios                                                       | Trabajo                       | Resultado |
| ---- | ----------------- | ------------------------------------------------------------- | ----------------------------- | --------- |
| 2020 | Outstanding Drama | Global Film and Television Culture Communication Summit Forum | "Love Advanced Customization" | pendiente |

## Producción
La serie también es conocida como "A Love For Haute Couture" y/o "Love Designer".
Fue dirigida por Shen Yang (沈阳), quien contó con el apoyo de los guionistas Li Ranning (李染宁), Wang Fang (王芳) y Zhang Ziwei (张紫微).
También contó con el apoyo de las compañías de producción "Wanda Media", "Innovation Media Power" y "Tomorrow Film".